# الدوري الصومالي الدرجة الأولى
الدوري الصومالي الدرجة الأولى هو الدوري المحلي لكرة القدم بين الأندية الصومالية. وقد تم تأسيسها سنة 1967. تعد الدرجة الأولى من الدوري الممتاز أعلى منافسة رياضية في الصومال. يتكون الدوري من 8 أندية يلعب كل فريق مع الآخر مرتين ذهابا وإيابا يهبط محتلي المركز الأخير وماقبل الأخير إلى دوري الدرجة الثانية ويصعد حائزا المركز الأول والثاني في دوري الدرجة الثانية.

## الإنجازات حسب النادي
| نادي               | مدينة  | ألقاب | آخر لقب                                                    |
| ------------------ | ------ | ----- | ---------------------------------------------------------- |
| نادي ايلمان        | مقديشو | 9     | 1998, 2000, 2001, 2002, 2003, 2007, 2008, 2011, 2012, 2013 |
| نادي هورسيد        | هورسيد | 7     | 1972, 1973, 1974, 1977, 1978, 1979, 1980                   |
| نادي بنادير        | مقديشو | 5     | 1999, 2006, 2009, 2010, 2014                               |
| واجاد مقديشو       | مقديشو | 4     | 1982, 1985, 1987, 1988                                     |
| جينيو يونايتد      | مقديشو | 4     | 1969, 1970, 1971, 1981                                     |
| نادي بلدية مقديشو  | مقديشو | 3     | 1975, 1986, 1989                                           |
| نادي دكذة          | مقديشو | 1     | 1999                                                       |
| نادي ألبا          | ألبا   | 1     | 1995                                                       |
| موريس سيبلايس      | مقديشو | 1     | 1994                                                       |
| نادي جاديدكا       | مقديشو | 1     | 1990                                                       |
| نادي القوة البحرية | مقديشو | 1     | 1984                                                       |
| مادباكادا كارانكا  | مقديشو | 1     | 1983                                                       |
| هوقا مقديشو        | مقديشو | 1     | 1968                                                       |
| نادي الشرطة        | مقديشو | 1     | 1967                                                       |

## وصلات خارجية
- تاريخ البطولة - rsssf.com